# Frontera entre Guinea y Guinea-Bisáu

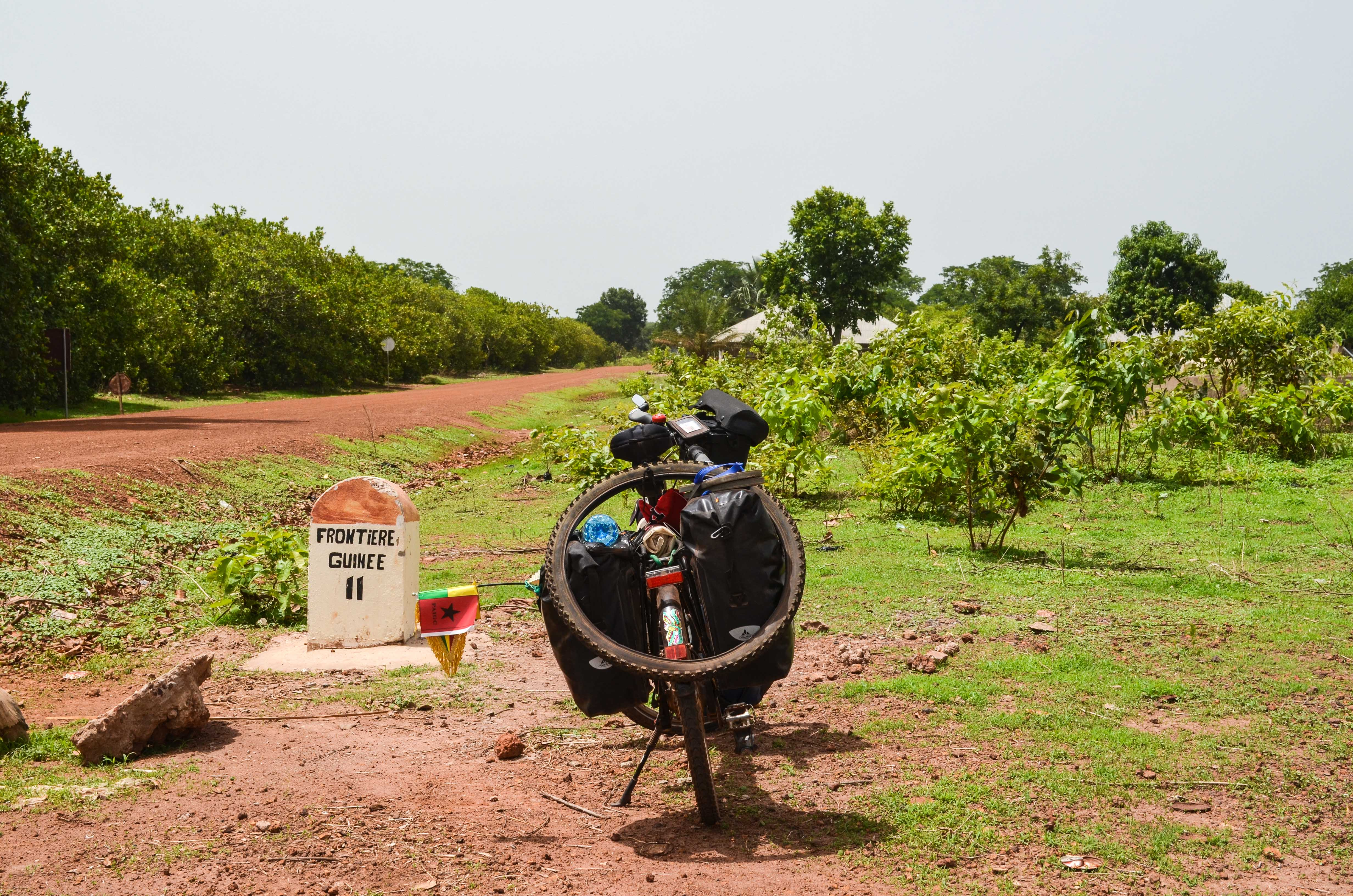
Proximidades de la frontera.

La frontera entre Guinea y Guinea-Bisáu es una línea de 386 km de extensión, sentido norte-sur, que separa el este de Guinea-Bisáu del territorio de Guinea. Inicia al norte en la triple frontera Guinea/Guinea-Bisáu/Senegal, que se dirige hacia el suroeste, pasa por las proximidades de Gabú y Madina do Boé y va hacia el litoral del océano Atlántico. Separa la región de Gabú en Bisáu de la región de Boké en Guinea, en la llanura de Futa Yallon.
Ambas naciones fueron exploradas inicialmente por Portugal en el siglo XVI La Guinea se convirtió en colonia francesa en 1890 y obtuvo su independencia en 1958. Guinea Bissau se convirtió en colonia portuguesa hasta que se independizó en 1974, junto con Cabo Verde. La frontera se creó luego del traspaso de la Guinea de Portugal a Francia en 1890.